# Гош (озеро)
Гош (Гейгёль, Гоша лич, арм. Գոշ լիճ [Гош лич]) — небольшое озеро в Тавушской области Армении, расположено в Дилижанском национальном парке, в 2 км к юго-востоку от села Гош, в лесистой местности. Прежнее название — Тзрка.

## Основные характеристики
Площадь поверхности озера — 0,008 км², длина — 100 м, ширина — 80 м. Наибольшая глубина — 8 м, объём воды — 1500 м³. Высота над уровнем моря — 1500 м.

## Экосистема
Летом температура поверхности воды 14° C.
В озере большое количество лягушек, раков и мелкой рыбы.
На озере идёт процесс заболачивания, откладывается ил. За состоянием озера следят экологи.

## Галерея

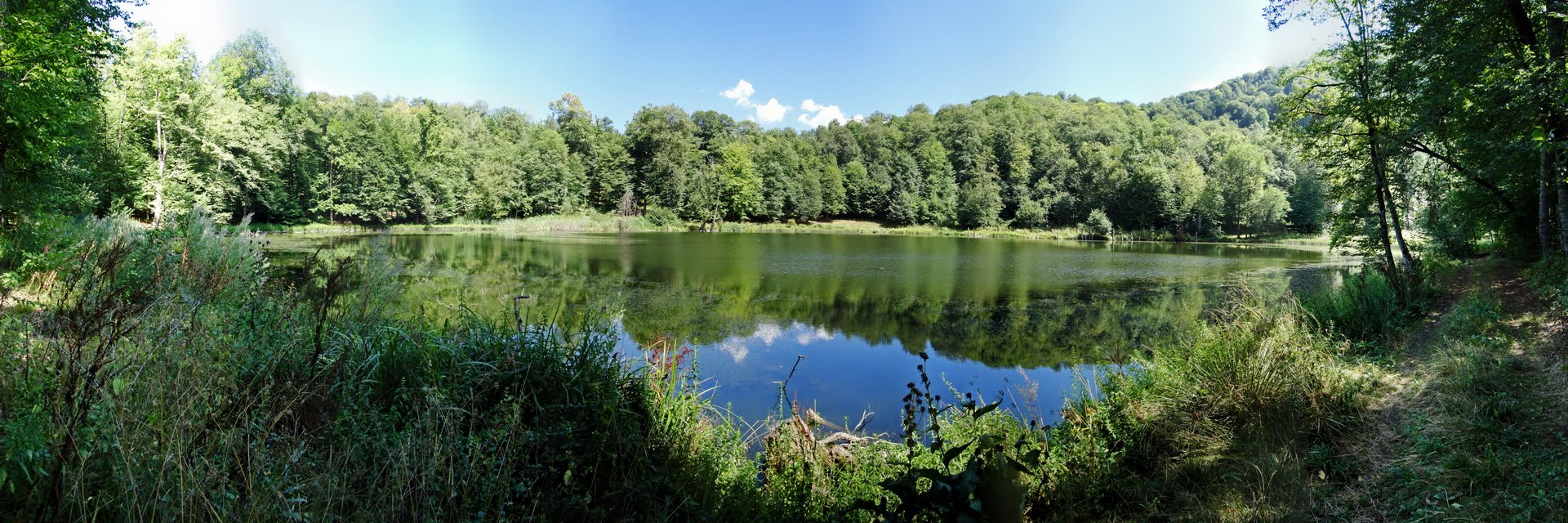
Панорама озера Гош